# Georg Wilhelm Rauchenecker
Georg Wilhelm Rauchenecker (* 22 de mayo de 1844 en Múnich; † 17 de julio de 1906 en Elberfeld, hoy en día Wuppertal) fue un compositor alemán, director musical y violinista. 

## Biografía

### Infancia y juventud (1844-1860)
Georg Wilhelm Rauchenecker nació en Múnich como el primer hijo del Músico de la ciudad Jakob Rauchenecker (1815-1876) y de Rosina Crescenz Rauchenecker; dos días después de su nacimiento fue bautizado como católico en Sankt Peter. Su padre lo mandaba como niño a donde su tío Georg Wening, que era pastor de la comunidad de Thalheim por Erding compuesta por 260 miembros. Por esta razón el padre quería que Rauchenecker siguiera los pasos de su tío. El asistió al colegio königliche Maximilians en Múnich y ahí tocaba como músico a la edad de 11 años el violín en el coro de la iglesia. Rauchenecker recibió una educación musical completa en piano y órgano de Theodor Lachner (1798-1877), en violín de Joseph Walter (1831-1875), en contrapunto de August Baumgartner (1814-1864) y en composición de Franz Lachner (1803-1890). Desde 1859 daba clases de violín, piano y órgano y también todas las materias teóricas como armonía, contrapunto, fugas, forma de enseñanza y enseñanza de instrumentos. El siguiente Hofkapellmeister de este tiempo de Múnich, Max Hieber, fue su estudiante en este tiempo.

### Años en Francia (1860-1870)
El primero de agosto de 1860 Georg Wilhelm Rauchenecker recibió un pase para Francia y a partir de este tiempo trabajó como primer violinista en Grand Théâtre de Lyon. En 1862 fue nombrado maestro de capilla de Aix-en-Provence y en 1864 fue el director de teatro en Carpentras. Ahí se casó en 1866 con la profesora del instituto Elisabeth Antoinette Emilie Fournial (1842-1870). Sus hijos gemelos Alban y Margarethe nacieron el 8 de septiembre de 1867 en Carpentras. En 1868, Rauchenecker primero empezó a trabajar como director de ópera y director del Conservatorio de Aviñón. Después de ser expulsados por el estallido de la guerra alemana-francesa en 1870 por ser un ciudadano alemán, se estableció en Suiza.

### Años en Suiza (1870-1884)
Poco tiempo después de su llegada a Zúrich muere su esposa Elisabeth a la edad de 28 años. Rauchenecker se ganaba la vida como profesor de piano y era miembro de la Orquesta Tonhalle en Zúrich. Conoce a Richard Wagner, por medio de su futuro cuñado, Oskar Kahl, el director de la Orquesta de la Ciudad de Zúrich. El 21 de diciembre de 1870 en el vestíbulo del viejo teatro en Zúrich, hacen los primeros ensayos para la interpretación de "Idilio de Siegfried", la cual se inauguró el 25 de diciembre de 1870 bajo la dirección de Richard Wagner, este acto se llevó a cabo para el cumpleaños de Cosima sobre las escaleras de la casa en Tribschen por Luzern. Rauchenecker era uno de los quince músicos de la pequeña orquesta. Ya el 31 de diciembre de 1870 se inició una serie de cuartetos, donde Oskar Kahl (primer violín), Georg Rauchenecker (segundo violín), Hans Richter (viola) y Hermann Ruhoff (Chelo) en la casa de Wagner ensayaron los cuartetos de Beethoven.
En 1871 Rauchenecker fue nombrado director musical en Lenzburg, donde fue descubierto por el Dr. Henry Ziegler-Jakob Sulzer (1798-1882), un médico y promotor musical.
A principios de año de 1873 cambió sus creencias a evangélicas, ya que su segunda esposa lo era. La boda con Anna Karolina Ulrica Kempin (1845-1904) fue el 25 de marzo de 1873 en la iglesia Diakonat en Zúrich.
El 29 de octubre de 1873 Ziegler-Sulzer le hizo una oferta para ser director del colegio de música Winterthur, donde él a principios de diciembre de 1873 era también director de la escuela musical. En los próximos 10 años su vida musical fue crucial para la ciudad .
De 1873 a 1876 dirigió el coro masculino "Frohsinn" y en el año 1875 el coro masculino "Frauenfeld".
El 3 de abril de 1876 murió el padre de Rauchenecker, Jakob, en Winterhur y el 18 de febrero de 1877 nació su hija Helene. El puesto de organista de la Iglesia local evangélica-reformatoria en Winterthur le perteneció a él en 1878 después de Julius Buckel. Su hija Elsa nació el 28 de enero de 1880.
En 1880 Rauchenecker abrió junto con U. Ruckstuhl una tienda de música en Winterthur. Su despedida de Winterthur fue celebrada el 13 de marzo con un concierto.

### Años en Berlín (1884-1885)
El 30 de marzo de 1884 fue el día de la mudanza a Berlín, donde Georg Wilhelm Rauchenecker dirigió la Orquesta Filarmónica de Berlín en la calle Bernburger en Kreuzberg. En octubre de 1883 se le agradeció por su simpática actuación de su sinfonía en fa menor. El 30 de abril ya dirigió su primer concierto con su orquesta. También trabajaba en el conservatorio Stern como profesor de piano y hacía ejercicios de la orquestina.

### Años en Elberfeld (1885-1906)
Tras una corta estancia, Rauchenecker se trasladó a principios de verano de 1885 a Barmen. Hasta 1887 tomó la directiva de la asociación de la orquesta local y a partir de 1887 de la Asociación Instrumental de Elberfeld (desde 1929 : Asociación Instrumental de Wuppertal).
En 1889 fundó una escuela musical en Elberfeld. Aquí el trombonista Joseph Franz Serafin Alschausky (1879-1948) y el compositor Gustav Adolf Uthmann (1867-1920) fueron unos de sus estudiantes. 
De 1892 a 1893 dirigió la asociación de canto masculino "Deutscher Sängerkreis".
En 1902 se le nombraba a Rauchenecker como el "Maestro Musical del Estado".
Su segunda esposa Anna murió en 2 de enero de 1904 en Elberfeld. 
En el año 1905 le dieron el título a Rauchenecker como "El Director Musical Real de Prusia".
Georg Wilhelm Rauchenecker murió el 17 de julio de 1906 en Elberfeld bajo los efectos de una neumonía.

## Obras
Rauchenecker ha compuesto numerosas obras de diversos géneros:

### Obras orquestales
- 1. Sinfonie f-menor (1875)
- 2. Sinfonie H-mayor "Jubelsinfonie" (1885).
- 3. Sinfonie D-mayor "Elegische Sinfonie" (1903/1904).
- obertura "La graine de coquelicot" (antes de 1870).
- Symphonisches Tonwerk im Stil einer Ouvertüre (1880).
- "Hochzeits-Idyll" (1889)
- "Alarich auf der Akropolis" (cerca de 1899/1900), poema sinfónico.
- "Aus der Jugendzeit" (cerca de 1896), poema sinfónico.
- "Friedrich Rotbart" (cerca de 1870), poema sinfónico.
- Interludio de la ópera "Sanna" (cerca de 1893).

### Conciertos
- Violinkonzert Nr. 1 a-menor (1876/1885)
- Violinkonzert Nr. 2 h-menor (1900)
- Klavierkonzert Nr. 1 h-menor (1898)
- Klavierkonzert Nr. 2 f-menor (1894)
- Cellokonzert d-menor (1904)
- Oboenkonzert h-menor (1905)

### Canciones
- "Fünf Lieder der Brautzeit (Bräutigamslieder)" (1894) para barítono y piano.
- "Sieben Lieder" después de la romana „Der Liedermacher“ (1894) para soprano y piano.
- "Abendlied" (1896)
- "Maria Wiegenlied" (1898)
- "Wirtstöchterlein" (1898)
- "Schwing dich auf" (1900)
- "Ave verum corpus" (1903) para contralto, violoncelo, arpa y órgano.
- "So geht’s" para voz y piano (cerca de 1888).
- "Bergisches Lied" para barítono y piano.
- "Drei Gesänge" para barítono
- "Fünf Lieder" para una voz baja (cerca de 1883/84).
- "Königsmordliche Ballade" con acompañamiento de flauta (cerca de 1874).

### Obras corales
- "Sechs Lieder" (1878)
- "Zwei Särge" (1900) para coro mixto y piano.
- "Pharao" para coro mixto de cuatro partes o coro de mujeres de tres partes y piano (1897).
- "Lied von der Glocke" para coro mixto de cuatro partes con declamatión y piano o coro de mujeres de tres partes (cerca de 1895).
- "Hymne zur Einweihung des Kaiser-Wilhelm- und des Kaiser-Friedrich-Denkmals in Elberfeld" (1883) para coro masculino.
- "Deutsches Schwert und deutscher Sang" (1891) para coro masculino de cuatro partes.
- "Gotenzug", op. 137 (1899) para coro masculino de cuatro partes con instrumentos de viento o piano.
- "Gotentreue", op. 138 (1899) para coro masculino, solista y orquesta (o piano).
- "Germania" para coro masculino (cerca de 1896).
- "Sechs Lieder" para coro masculino.
- "Schwert und Palme" para coro masculino.
- "Baracher Wein" para coro masculino de cuatro partes (cerca de 1889).
- "Chorlied der Deutschen in Amerika" para coro masculino de cuatro partes (1885).
- "Der Lenz ist da" para coro masculino (cerca de 1890).
- "O du taufrischer Morgen" para coro masculino (1877).
- "Wie lieb ich dich" para coro masculino (1877).
- "Walther von der Vogelweide" para coro masculino de cuatro partes a-cappella (1899).
- "Das heutige Vaterland" para coro masculino (1883).
- "Gruss der Heimat: Wo immer ich weile" para coro masculino (cerca de 1888).
- "Die Schönheit der Natur" (1900) para coro de mujeres de cuatro partes.
- "Im Abendrot" (1900) para coro de mujeres de cuatro partes.
- "Geduld" (1900) para coro de mujeres de tres partes.
- "Zur heiligen Nacht" para coro mixto y coro de mujeres de tres partes y piano (1900).
- "Vater unser" para coro de mujeres de tres partes con armonía y flauta (1895).
- "Weihnachtsgruss" para coro de mujeres de tres partes y piano (1898).
- "Ode an das 19. Jahrhundert" (1899)
- "An die Freiheit" (1891) para solista, coro y orquesta.
- "Niklaus von der Flüe" (1874), cantata de la paz helvético para solista, coro masculino y orquesta.
- "Trauerkantate auf den Tod Friedrichs III." (1888) para coro mixto, barítono y orquesta.
- "Meine Göttin" (1897), cantata para tenor, coro masculino y orquesta
- "Huldigung der schönen Künste" (1898) , cantata para tenor, coro y orquesta.
- "Heil dir Germania" , cantata para coro mixto de cuatro partes, piano y declamación.
- "Hinaus auf hohen Bergesgipfel" , cantata festivo (1889).
- "Die Murtenschlacht" , cantata para solo, coro y orquesta (1876).
- "Kaiser Otto I." , cantata para solo, coro de mujeres de tres partes y piano o para solo, coro mixto y piano
- "Borussia" , cantata para coro mixto con solista, flauta y piano o para coro de mujeres de tres partes con solista, flauta y piano (1899/1900).
- "Durch Nacht zum Licht (per tenebras ad lucem)" (cerca de 1900), oratorio para coro, solista y orquesta
- "Grosse Vokale Messe" (1863/64) para coro de seis partes.
- "Titanenschicksal" (1899)
- "Festgesang" para coro mixto, solista y orquesta (1877).

### Obras dramáticas
- "Le florentin" (1871), ópera en 3 actos.
- "Adelheid von Burgund" (1886), ópera.
- "Die letzten Tage von Thule" (um 1889), ópera en 4 actos.
- "Sanna" (1893), ópera en 2 actos.
- "Ingo" (1893), ópera en 4 actos.
- "Don Quijote" (1895), ópera en 3 actos.
- "Der Florentiner" (1901), ópera en 4 actos (nueva versión de "Le florentin").
- Schauspielmusik "Ovid bei Hof" (después de 1885).
- Festspiel "Theodor Körner"(1891)
- "Amalasuntha", ópera

### Música de Cámara
- Streichquartett Nr. 1 c-menor (1874)
- Streichquartett Nr. 2 D-mayor (1878)
- Streichquartett a-menor (cerca de 1879)
- Streichquartett E-mayor (cerca de 1883)
- Streichquartett g-menor (en modo de una suite) (cerca de 1890).
- Streichquartett Es-mayor
- Klavierquintett D-mayor (1897) para piano, flauta, 2 violinos, viola y violoncelo.
- Streichersextett Es-mayor
- Bläseroktett B-mayor (1897) para flauta, oboe, corno inglés, 2 cornos, clarinete bajo y fagot.

### Obras para instrumentos solistas
- "6 Charakteristische Tonbilder", op. 24-29 (1873) para violín y piano.
- "Orientalische Phantasie" (1874) para violín y cuarteto de cuerda o piano.
- "Die vier Temperamente" , 4 pequeñas piezas para piano.
- "5 kleine Klavierstücke"
- "26 kleine Orgelpräludien" (cerca de 1902/03)
- "Jesu, komm zu mir" para órgano.
- "Präludium für Harmonium" (después de 1885)

## Premios
En el año 1905 le dieron el título a Rauchenecker como "Director Musical Real de Prusia".

## Discografía
- Streichquartett Nr. 1 (1874) (Jecklin, DDD, 95)